# Panzer VI Tiger Ausf. B
Tiger II (pronunciaciónⓘ) es el nombre por el que se suele conocer un tanque pesado alemán de la Segunda Guerra Mundial cuya última designación oficial alemana fue Panzerkampfwagen Tiger Ausf. B (‘vehículo de combate blindado Tigre variante B’), a menudo abreviado como Tiger B. La designación del inventario de vehículos militares alemanes para este tanque era Sd.Kfz. 182. También era conocido en alemán por el nombre informal Königstiger (el nombre en alemán para el tigre de Bengala), muchas veces traducido literalmente por los soldados estadounidenses como King Tiger (‘rey tigre’) o Royal Tiger (‘tigre real’). 
El diseño seguía el mismo concepto que el Tiger I, pero destinado a ser aún más formidable. El Tiger II combinaba el grueso blindaje del Tiger I con el blindaje inclinado usado en el tanque medio Panther. Con un peso que casi alcanzaba las 70 toneladas, estaba protegido por 185 mm de blindaje en la torreta y 150 mm en el chasis angulado en la zona frontal, y estaba armado con el cañón largo KwK 43 de 88 mm L/71. Su chasis también sirvió de base para el cazacarros sin torreta Jagdtiger.
El Tiger II fue entregado a los batallones de tanques pesados del Ejército alemán (Schwere Heeres Panzer Abteilung - abreviados s.H.Pz.Abt) y de las Waffen-SS (s.SS.Pz.Abt). Fue usado en combate por primera vez por el 503º Batallón de Tanques Pesados (s.H.Pz.Abt. 503) durante la campaña de Normandía el 11 de julio de 1944; mientras, en el Frente Oriental la primera unidad acorazada en ser equipada con tanques Tiger II fue el batallón 501 (s.H.Pz.Abt. 501) que el 1 de septiembre de 1944 contaba con 25 de estos tanques en servicio operacional.

## Desarrollo
El Tiger II se empezó a concebir en 1937, mediante contrato a la empresa Henschel und Sohn de Kassel. Posteriormente esta empresa y la Stuttgart-Zufferhausen, dirigida por el prestigioso ingeniero F. Porsche, se unieron de forma paralela en una carrera sin precedentes en el diseño del primer prototipo de un carro pesado aún más eficaz que los ya fabricados Panzer III y Panzer IV. El diseño lo llevaron a cabo cuatro empresas: Daimler-Benz, Henschel, MAN y Porsche.
Creado el Tiger I, el proyecto del Tiger II no reaparecería hasta el 26 de mayo de 1941, cuando se reunieron Hitler y los desarrolladores del proyecto el Doctor Todt, Reichsminister für Bewaffunung und Munition, el coronel Phillips de la Waffenamt, el teniente coronel Von Wilcke, el coronel Kniepkamp, el Reichsamleiter Saur y el profesor Porsche. Hitler exigió unas premisas que no podían ser inferiores a sus exigencias técnicas, quería un tanque más potente que de sus homólogos enemigos, muy buenas prestaciones en combate, potencia de fuego y capacidad ofensiva formidables. Un tanque, que en fin, sobrepasase con creces a los carros de combate enemigos.
Para ello se consideró necesario que el carro de combate debiera montar como poco el archiconocido cañón KwK 36 de 88 mm ya montado en los Tiger I, pero su munición debería ser especial, de forma que pudiese atravesar sin problemas las planchas de acero de un carro enemigo de 100 mm de grosor a una distancia de 1500 metros. El 88 mm había demostrado con creces su capacidad polivalente de arma anticarro y antiaérea, pero la munición usada hasta entonces no conseguía atravesar más de 120 mm a 1000 metros. Así que Hitler consideró modificar levemente el cañón y mejorar la munición perforante para que tuviese esa capacidad destructiva, dejando fuera de alcance de cualquier arma efectiva anticarro a su nuevo proyecto. Los ingenieros al principio recelaron pero como la empresa Krupp ya tenía en proyecto varios tipos de munición perforante y de alto explosivo, se dijo a Hitler que todo podría estudiarse mientras se desarrollaba el carro.
Las marcas Porsche y Henschel diseñarían dos chasis con filosofías distintas tanto en mecánica como de estructura, aunque las variaciones de chasis no eran muy relevantes exteriormente y Krupp debería hacer la torreta y montar el cañón. En un principio se pensó en la empresa Rheinmetall-Borsig para montar el cañón FlaK 41, pero en varias ocasiones dicha empresa dijo que no se podía modificar tanto su cañón para instalarlo en una torreta tan pequeña. 
El prototipo Porsche fue llamado Tipo 180 o VK 4502 y tuvo dos versiones: Hintern y Vorne; la primera versión tenía la torreta ubicada hacia atrás; mientras que la Vorne estaba ubicada frontalmente. De la versión trasera se fabricaron solo tres prototipos mientras que de la Vorne fueron aproximadamente 50 vehículos, más 60 torretas tipo P2-Turm. Todos los prototipos fueron empleados en combate.

### Diseño de la torreta
Había dos diseños de torretas muy similares para el tanque, una inicial llamada «Porsche» y otra posterior llamada «Henschel». Sin embargo, ambas torretas fueron diseñadas y fabricadas por Krupp. La torreta «Porsche», denominada P2-Turm, se pensaba que ganaría el contrato y fueron fabricados 60 vehículos, aunque otras fuentes indican que solo fueron 50. No obstante, el diseño «Porsche» perdió frente al «Henschel», denominado H3-Turm. 
Entre las razones de esta derrota se encontraba que el diseño «Porsche» utilizaba demasiado cobre, pero otra razón era que tenía una torreta con la parte frontal curvada. Esta forma curvada era una trampa para disparos. Una trampa para disparos es una parte del tanque donde la metralla del impacto no es desviada con seguridad, sino que es desviada impactando en otra parte del tanque. En el caso de la torreta «Porsche», la trampa para disparos se localizaba en la parte inferior del mantelete del cañón. Si un impacto alcanzaba esa zona, la metralla se desviaba hacia el techo del casco, donde se localizaba el conductor y el radio-operador, que estaba menos blindado y era mucho más fácil de penetrar.
Aunque ninguna de las versiones «Porsche» Hintern o Vorne fue aprobada y producida en escala industrial, aproximadamente 60 torretas «Porsche» fueron añadidas al casco estándar y entraron en combate como Tiger II. La versión «Porsche» de los tanques podía ser identificada por la torreta de forma curvada del mantelete y con un saliente recto en el lado izquierdo para acomodar la cúpula del comandante.

### Producción

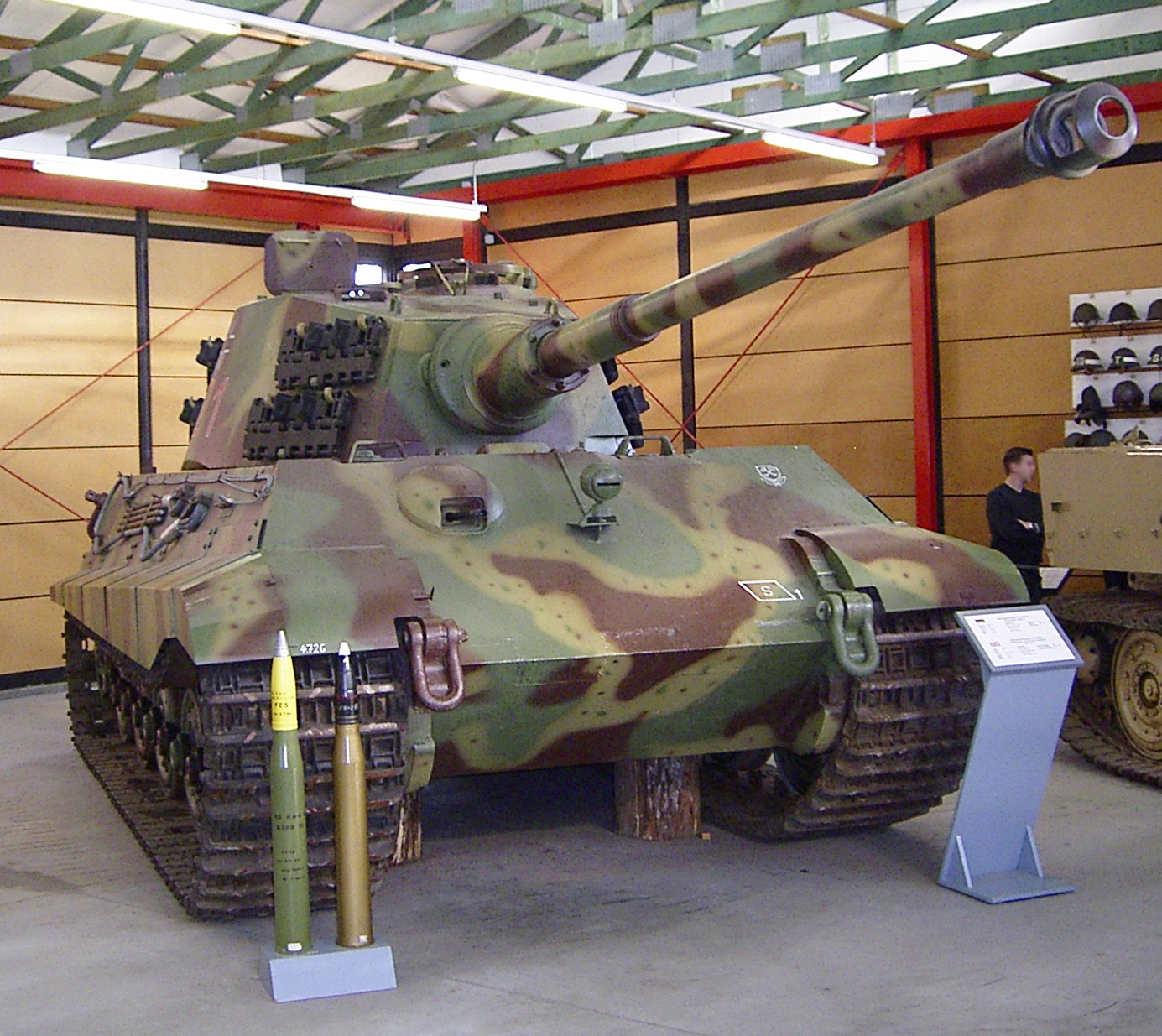
Tiger II (torreta «Henschel») del Panzermuseum de Münster (Baja Sajonia, Alemania).

Recién en octubre de 1942 se pidió que se iniciara la producción del Tiger II. Se pidieron a Porsche 170 unidades, pero debido a los continuos errores mecánicos que tenían, se cerró el contrato y se dispuso que fuera la marca Henschel quien fabricara los tanques. Para entonces, el encargo fue mayor: 350. Se cree que Henschel fabricó unas 500 unidades del innovador carro de combate.
En octubre de 1943, el Tiger II supera la prueba de inspección y aprobada por el Inspekteur der Panzertruppen, al año siguiente comienza su producción en cadena en un número cercano a 50 unidades al mes.
Pero entre los retrasos de diseño y producción del prototipo los tres primeros Tiger II con la serie (Fgst Nr. 280001-280003) fueron entregados ya en enero de 1944, muy lejos de las fechas previstas, acabando la producción del último carro en marzo de 1945. La producción por parte de la empresa Henschel estuvo continuamente comprometida ya que una serie de bombardeos en sus fábricas en Kassel, que consiguieron destruir el 95% de la fábrica y a su vez durante las obras de reconstrucción recibieron dos ataques más, retrasando de nuevo la producción. Con los bombardeos se evitó la construcción de aproximadamente 600 carros, evitando así que la producción alcanzase el proyecto de 940. Por lo sucedido Henschel dejó de fabricarlos en marzo de 1945.

### Modificaciones
Las modificaciones sobre la marcha en este curioso proyecto de super carro provocaron importantes retrasos en su desarrollo final, siempre por problemas automotrices, potencia de fuego, blindaje e incluso para añadir protección adicional, siempre estuvieron presentes en el desarrollo del Tiger II. 
Las modificaciones se ejecutaban incluso con meses de retraso, ya que en la ética de la empresa se utilizaba el lema «lo último que entra es lo primero sale». Con esto se conseguía tener un inventario considerable de componentes ya obsoletos con las nuevas especificaciones y una carencia de los nuevos. Pero aun así la construcción seguía en marcha. El ejemplo más claro que actualmente se puede observar es el Tiger II con número de serie 280101, que se fabricó en julio del 44, hoy en día expuesto en el Museo Munster de Alemania tiene la torreta con el número de serie 280110, siendo una secuencia numérica correcta, pero el Tiger II con número 280243 que se fabricó en septiembre del 44, tiene la torre número 280093, número que corresponde a un vehículo que debería de haber salido en julio del 44.
- Enero 1944: se colocan bisagras en las planchas laterales, pero en los tres prototipos las defensas son curvadas y fijas. Se aplica el revestimiento antimagnético Zimmerit pero no a los tres primeros.

- Febrero 1944: se coloca un escape vertical con deflector doblados hacia fuera para impedir la entrada de gases en el sistema de refrigeración. Se elimina la placa antitérmica que rodeaba los tubos de escape. Se instalan los calentadores del refrigerante del motor, colocándose en el lado izquierdo del motor Maybach HL230. La puerta de acceso al calentador se sitúa en la plancha trasera bajo la guarda bilindada del tubo de escape izquierdo.

- Mayo 1944: el diseño original de la cadena Gg 24/800/300 tenía eslabones dobles, se construía un eslabón principal de conexión con otros tres conectores terminales y dos pernos. Los eslabones dobles llegaban a pesar 62 kg de peso. Eran dobles ya que tenía una elasticidad superior al eslabón simple, pero suponían un desgaste desigual, forzando a la rueda tractora a ejercer fuerzas desiguales en el tren motriz. Cuando se colocó el nuevo eslabón doble, fabricado por Henschel, este tenía una conexión de fundición sin saliente de guía, que no era tan flexible y ofrecía una resistencia al movimiento lateral. Pero esta nueva cadena ofrecía que el eslabón principal era el único que tenía contacto con la rueda tractora.

Se instaló el nuevo monocular Turmzielfernrohr 9d (telescópica).
El cañón original de serie KwK 43 L/71 de 88 mm se componía principalmente de un monobloque de una sola pieza pero fue siendo sustituido por uno de dos piezas, mucho más rentable en la fabricación y no perdía prestaciones operativas, también se les instaló un freno de boca mucho más ligero y más pequeño del que portaba el cañón real de artillería.
- Junio 1944: Sustitución del equipo de vadeo, debido a que con las pruebas realizadas sobre los pontones de ingenieros de 16 toneladas se observó que el carro no tenía necesidad de vadear ríos. Por una orden del equipo militar de inspección de carros, autorizaron a Krupp a modificar las 50 torres «Porsche» entregadas, siendo montadas entre abril y agosto del 44 en carros Henschel. Las torretas con plancha frontal reforzada e inclinada, proyecto de Krupp, fueron montados a partir del Tiger II con número de serie 280048 a partir de junio. Se procede a colocar unos casquillos cilíndricos en el techo de la torre para fijar una grúa de 2 t para efectuar tareas de mantenimiento, elevar componentes del carro donde se montaba la grúa o uno adyacente. Los carros que salieron antes de la modificación también se les instaló posteriormente dichos pernos.

- Julio 1944: se colocan ganchos donde se llevan lateralmente en la torre eslabones de cadena, aumentando considerablemente la protección de la plancha de 8 cm. Más aún si se conseguía colocarlos en ángulos superiores a 10 hasta 30 grados. Había poca o muy escasa munición que pudiese atravesar la cadena y después la torre del carro, así ofreciendo unas considerable protección a la tripulación.

- Agosto 1944: el 19 de agosto se promulgó una orden para que los carros de combate Tiger II tenían que llevar una capa de pintura mimetizada normalizada que tenía el nombre de "Emboscada". Los colores eran el verde oliva (RAL 6003) y pardo rojizo (RAL 8017), que recubría la capa rojiza primaria y el Zimmerit, aunque cada unidad aplicaba sus propios colores dejando fuera de la norma el estandarizado por la norma. A partir del carro Nr 280177 se dejó de pintar el interior de los carros con el color blanco marfil, dejándolos en el rojo óxido primario que se aplicaba a todos los carros así ahorrando tiempo en la salida de las fábricas.

- Septiembre 1944: el 9 de septiembre se promulgó una orden en la que ya no era necesario la aplicación del Zimmerit en los carros, basándose en informaciones erróneas de que el Zimmerit se incendiaba inutilizando el carro al recibir impactos de proyectiles de fósforo. Pero en pruebas realizadas en noviembre sobre carros T-34 capturados pintados de Zimmerit se efectuaron pruebas con proyectiles perforantes, HEAT y fósforo blanco, en ningún caso se produjo el mencionado incendio de la capa Zimmerit, pero la norma se siguió aplicando, así que todos los carros a partir de la orden del día 9 de septiembre salieron sin la correspondiente capa de protección Zimmerit. A partir del 15 de septiembre con el carro Nr 280255 se colocó una plancha circular sobre la abertura posterior, donde se alojaba un tubo telescópico para toma de aire, que impedía la penetración de fragmentos de proyectiles en el tanque de combustible que se encontraba justo debajo de la mencionada abertura.

- Octubre 1944: se dejó de instalar las abrazaderas para el gato de 20 t. ya que se dejaron de instalar en los carros.

- Diciembre 1944: los fabricantes de blindaje (DHHV, Krupp y Skoda) debían de recubrir los componentes con un revestimiento de verde oscuro (RAL 6003) antes de ser entregados para el montaje. El Waffenamt aprobó la modificación para colocar planchas sobre la rejilla de toma de aire de la cubierta posterior para evitar la entrada de fragmentos. Con la mencionada modificación se constata que muchos carros no la llevaban a pesar de la orden, no hay muchas referencias al caso pero se supone que los tripulantes de los carros no las ponían ya que el carro que las llevaba tenía problemas de refrigeración del motor.

- Enero 1945: se comienza a colocar una chapa en forma de U soldada sobre la abertura del visor para impedir que la lluvia o el polvo pudiese ensuciar el mencionado visor, a la vez que facilitaba una mayor protección al deslumbramiento del sol al intentar apuntar.

- Marzo 1945: se procede a la colocación de las orugas nuevas más anchas tipo Geländekette Kgs 73/800/152, que era movida por una rueda tractora de 18 dientes, que estuvo disponible solo a partir de finales de marzo.

### Potencia de fuego
La potencia de fuego de un carro de combate es la capacidad de penetración de los proyectiles disparados en conjunto a la precisión del cañón y de la capacidad de visión y rapidez en la adquisición de blancos. Los datos de penetración se expresan en milímetros y se toman con el dato de penetración en un ángulo de 30° de la vertical del carro a abatir.
La efectividad del cañón KwK 43 L/71 de 88 mm del Tiger II se probó en un polígono de tiro, usándose los 3 tipos de proyectiles que iban a usar los distintos modelos existentes y estudiados, siendo el Pzgr 39/43 que pesaba 10,2 kg. y tenía una velocidad de salida en boca de 1.000 m/s, el Pzgr 40/43 con un peso de 7,3 kg y velocidad en boca de 1.030 m/s y el Gr 39/3 HL que pesaba 7,65 kg con una velocidad en boca de apenas 600 m/s.
|              | PZGR 39/43 | PZGR 40/43 | GR 39/3 HL |
| ------------ | ---------- | ---------- | ---------- |
| PENETRACIÓN→ |            |            |            |
| ALCANCE ↓    |            |            |            |
| 100 m        | 238 mm     | 279 mm     | 90 mm      |
| 500 m        | 185 mm     | 217 mm     | 90 mm      |
| 1.000 m      | 165 mm     | 193 mm     | 90 mm      |
| 1.500 m      | 148 mm     | 171 mm     | 90 mm      |
| 2.000 m      | 132 mm     | 153 mm     | 90 mm      |

El Tiger II con torreta Porsche llevaba 80 proyectiles y la Henschel 86 siendo la porción recomendada de un 50% de Pzgr 39/43 que es el proyectil perforante con cofia balística con explosivo y trazadora y luego un 50% de Sprgr rompedores. Rara vez debido a su carestía en el proceso se podían tener los preciados proyectiles Pzgr 40/43 de alta velocidad subcalibrados con el núcleo de tungsteno, capaces de destruir a los temidos cazacarros soviéticos pesados. El Pzgr 40/43 sin carga explosiva de relleno no era tan letal como el Pzgr 39/43 una vez atravesado este el carro. También podría darse el caso de avituallamiento de proyectiles Gr 39/43 HL o HEAT basados en el principio de carga hueca, capaz de atravesar la mayor parte de carros existentes de fabricación anterior al año 44, pero ya incapaz de hacerlo con los nuevos carros, aunque por su mayor cantidad de fabricación los carros debían de usar estos por falta de suministro de los anteriores.
El cañón del Tiger II era capaz de con un solo disparo acertar a un objetivo a mil metros y destruirlo, sin que este le hubiese localizado anteriormente. Todo esto era gracias a la precisión del visor de tiro y lógicamente a la alta calificación y entrenamiento del tirador, que al principio abundaban pero que luego fue mermando hasta resultar que los tiradores hacían las prácticas de tiro justo antes de entrar en la primera línea de combate. Un tirador selecto alemán podría tener hasta un 85 por ciento de acierto a un blanco situado a mil metros. El visor utilizado en el cañón KwK 43 L/71 era el Turmzielfernrohr 9d monocular, articulado y montado paralelamente al eje del cañón. Tenía 3 tipos de zum que iban desde el 2x, 3x y 6x. Este último era usado para efectuar disparos precisos a mil metros. El monocular tenía una tira de 7 triángulos separados entre sí por 4mm, colocando el objetivo en uno grande colocado en el centro, los otros eran usados para disparar a objetivos en movimiento. También había dos escalas ajustables permitiendo al tirador registrar el alcance real del blanco. La escala de alcance para los proyectiles Pzgr 39/43 estaba graduada en intervalos de 100 metros hasta los 3.000 y la segunda era para los proyectiles Sprgr 43 que llegaba hasta los 5.000 metros. 
Para el giro del cañón hacia el objetivo, el Tiger II recurría a un motor hidráulico que daba servicio solo a la torreta, con una velocidad de giro que dependía del auxilio del motor principal, con un giro asistido de largo alcance y un par motor a 2000 rpm la torre podía hacer un giro de 360° en 19 segundos y al máximo de revoluciones a 3.000 rpm de motor el giro se completaba en apenas 10 s. El movimiento principal del giro de la torreta se realizaba con el sistema del par motor principal, pero para apuntar en recorrido corto y preciso se ayudaba principalmente del motor de la torre. El tirador podía apuntar en finura mediante una rueda de giro y elevación y si había avería en el motor se podía hacer todo mediante ruedas pero con un mecanismo tan complejo que solo una persona podía hacer mover la torre y apuntar el cañón.

### Movilidad
Siempre ha existido la leyenda de que el Tiger II era un carro demasiado lento y torpe en su movimientos, incluso se aprecian estudios que lo consideran un carro lento e inmanejable. Pero fuera de sus datos y características técnicas el carro pesado Tiger II se encontraba en realidad capacitado para superar obstáculos y rodar campo a través de una forma perfecta para su imponente figura, igual o incluso mejor que muchos carros de combate de sus similares características. Los problemas iniciales de automoción que requirieron numerosas modificaciones fueron problemas solventados con el paso del tiempo, aun teniendo fallos de fabricación por la premisa de sacar los carros de las fábricas en tiempos récord. Las causas fueron varias desde la pérdida de juntas o tren de rodaje sobrecargado ya que en principio el carro debería de pesar no más de 40 toneladas. El principal problema de la movilidad era que no había suficientes conductores experimentados, muchos de estos conductores incluso salían a practicar en zonas de primera línea de fuego. Antes de montar en un carro se les daba una somera formación de conducción generalmente sobre otro tipo de carro y después eran enviados directamente al frente sin apenas conocer el carro. El carro pesado Tiger II tenía unas prestaciones de rango alto ya que podía alcanzar una velocidad máxima de 40 km/h de forma continuada, reducida a campo a través en unos 15-20 km/h. Tenía una autonomía media de 150 km de recorrido. Podía efectuar un giro en menos de 2 m y medio y un giro completo en marcha en 110 metros. Podía superar zanjas de 2 m y medio, vadear con alturas de 16 dm, subir escalones de casi un metro y superar pendientes de 35º. Tenía una visibilidad alrededor del carro de medio metro. Pero lo mejor de su época era la poca presión que ejercían sus anchas cadenas sobre el suelo de apenas 0,78 kg/cm² y tenía una potencia relativa al peso de 10,7 HP por tonelada.
Los primeros cinco carros Tiger II fueron entregados a la División Panzer Lehr, pero con tantas deficiencias que fueron abandonados y destruidos para que no cayesen en manos enemigas. En el Frente Oriental se entregaron los primeros Tiger II a la sPzAbt. 501, pero de 45 que salieron de la fábrica solo llegaron 8 en perfecto estado de combate. El resto se averiaron por distintos motivos pero principalmente por roturas en el eje de transmisión. 
A la sPzAbt.505 se le entregaron los primeros carros entre julio y agosto del 44 pero hay informes que detallan como aproximadamente 3 de ellos se quemaron debido a fallos en el motor, en cambio hubo más casos de incendios pero todos fueron solventados antes de ir a mayores. Fue cuando se instó al 505º para que realizases los estudios junto a los técnicos de Henschel para solventar los problemas surgidos.
Curioso es que después de tanto problema cuándo se analizó el carro pesado Tiger II en manos de un experto conductor, con un mantenimiento adecuado, con las modificaciones técnicas en el motor el carro era operativo de forma satisfactoria. Incluso mejor que los carros PzKpfw IV que tenía una operatividad cercana al 62% o muy por encima del Panther que tenía un 48%.

### Dotación
El Tiger II tenía una dotación de cinco hombres: 
- conductor
- radiooperador/ametrallador
- comandante
- artillero
- cargador

Este número se vio en algunos casos reducido debido a las numerosas bajas que la guerra estaba produciendo. Las dotaciones solían por norma estar mal entrenadas y a menudo no eran veteranas en combate, debido a las prisas para que los efectivos llegasen al frente.
Los Tiger II eran enviados a las compañías de carros pesados (Schwere Panzerabteilungen) tanto del ejército alemán (Wehrmacht) como de las Waffen SS.

## En combate

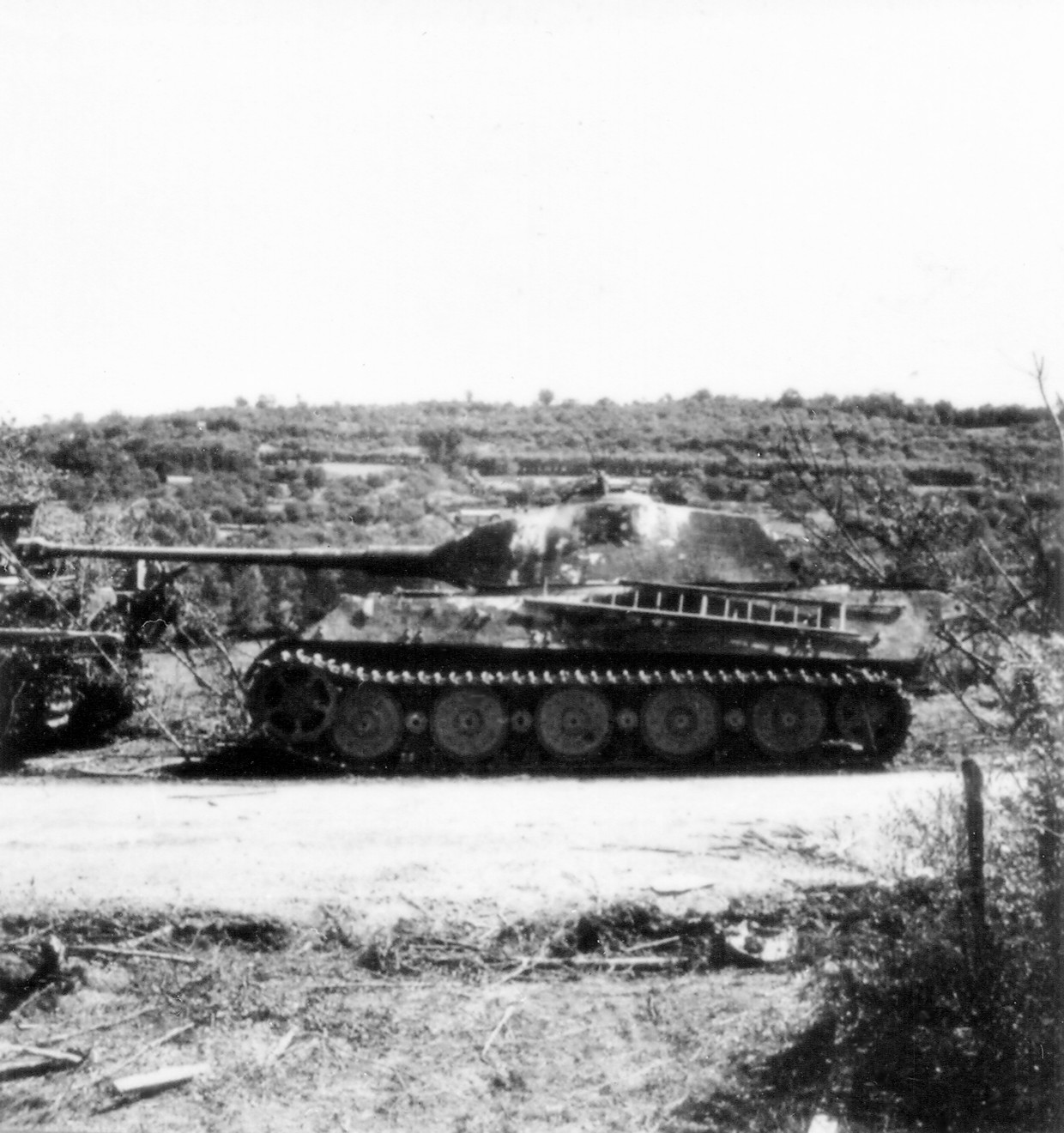
Tiger II con torreta «Porsche» cerca de Vimoutiers (Francia).

El primer Tiger II entró en combate el 18 de julio de 1944 en Normandía con el schwere Panzer Abteilung 503 (Batallón Pesado Panzer 503). En el Frente Oriental entró en combate por primera vez el 12 de agosto de 1944 con el schwere Panzer Abteilung 501 (Batallón Pesado Panzer 501) en la lucha por la cabeza de puente de Baranov sobre el Vístula.
Posteriormente, su aparición durante la batalla de Arnhem fue decisiva para la derrota de los alíados en la Operación Market Garden. También aparecieron en la batalla de las Ardenas, en la ofensiva soviética en Polonia y en Prusia Oriental en enero de 1945, en las ofensivas alemanas en Hungría en 1945, luchando al este de Berlín en las colinas Seelow en abril de 1945 y finalmente en la ciudad de Berlín en los últimos momentos de la guerra.
Su fuerte blindaje y su cañón de gran alcance le daban al Königstiger ventaja sobre sus oponentes. Esto fue una realidad en ambos frentes. Su principal rival potencial, el tanque soviético IS-2 tenía prestaciones bastante similares en lo referente a blindaje a pesar de tener un peso 20 toneladas inferior al modelo alemán, aunque era paradójicamente algo más lento también. Sin embargo, el cañón 88/71 del carro alemán era superior en alcance, precisión, penetración y cadencia de tiro al soviético de 122 mm. Los soviéticos desarrollaron en respuesta al IS-3 con el que buscaban lograr la inmunidad frontal frente al KwK 43 del Königstiger que había demostrado ser capaz de penetrar el blindaje frontal del IS-2 a distancias de combate normales. Con todo, la escasa producción de este modelo aunada a la gran cantidad de tanques aliados y soviéticos como el T-34/85 y el Sherman, así como la enorme extensión de los frentes en que luchaba Alemania cuando el vehículo entró en servicio, hicieron del Tiger B un tanque demasiado escaso para poder tener un papel relevante. 
En una posición defensiva, el Tiger II era casi imposible de destruir. Sin embargo, ofensivamente tenía menos éxito debido a que quedaba demasiado expuesto a los ataques aéreos, y la superioridad aérea aliada era la norma para aquel entonces. 
Su blindaje lo hacía a prueba de otros tanques frontalmente y de armas antitanque de infantería en todos sus ángulos. No existen pruebas ni testimonios al menos de que algún Tiger II fuera alcanzado en su parte frontal y que el proyectil enemigo penetrase su blindaje.
Su velocidad era adecuada a su tamaño incluso superior a ciertos Sherman, M26 Pershings, IS-2 y Churchills enemigos. El Tiger II era muy pesado y a pesar de ello impresionaba por su movilidad y maniobrabilidad, algo que siempre se ha puesto en duda con generalizaciones banales y no fundamentadas en experiencias reales, informes de pruebas o reseñas posteriores a la acción de las unidades que usaron el Königstiger. A pesar de estas observaciones frecuentemente repetidas, la capacidad del Tiger II para superar obstáculos y rodar campo a través era tan buena o mejor que la de la mayor parte de los carros alemanes y aliados.

## Supervivientes
Se conoce el destino de algunos Tiger II:
- El #102 fue capturado por los soviéticos en Ogledow y llevado para pruebas a Kubinka, Rusia.
- El #104 fue puesto fuera de combate cerca de Beauvais por el sargento Roberts del Escuadrón A de la 23.ª de Húsares. Se muestra en Shrivenham, Gran Bretaña.
- El #213 fue abandonado durante la Batalla de las Ardenas. Se muestra en el exterior del museo La Gleize en Bélgica.
- El #234 fue capturado en Ogledow, y utilizaba partes del #102 y el #502. Actualmente en Rusia.
- El #332 fue abandonado cerca de Trois Points y capturado por el ejército estadounidense el 24 de diciembre de 1944. Se trasladó a Maryland y finalmente al Museo Patton en Kentucky.
- El #002 fue capturado en Ogledow y se expone en el Museo del Tanque de Kubinka, Rusia.

### Desarrollos relacionados
- Panzer VI Tiger
- Elefant
- Jagdtiger
- Sturmtiger

### Secuencias de designación
- Panzer I · Panzer II · Panzer III · Panzer IV · Panzer V Panther · Panzer VI Tiger/Tiger B · Panzer VII Löwe · Panzer VIII Maus